# Kevin Rudd
Kevin Michael Rudd (21 de setembre de 1957 a Nambour, Austràlia) és un polític australià, membre del Partit laborista australià (ALP) i Primer ministre d'Austràlia en dues ocasions, entre 2007 i 2010 i durant uns mesos el 2013.

## Biografia

### Infantesa
Rudd va néixer a Nambour, a Queensland d'un pare granger i d'una mare infermera, passa la seva infantesa en una granja prop Eumundi. És pensionat del "Marist College Ashgrove" a Brisbane, col·legi privat que va deixar per anar a l'institut públic "Nambour High School" del qual és major (Dux) el 1974. La mort del seu pare, un granger en copropietat i membre del Partit nacional d'Austràlia, quan té onze anys i les dificultats que s'abaten sobre la seva família llavors, han tingut un paper fonamental en les seves tries polítiques. La seva família han d'abandonar la granja després de la mort del seu pare però les condicions exactes d'aquesta sortida han estat sempre subjectes a controvèrsia.
 Rudd s'incorpora al Partit laborista el 1972, amb 15 anys.
Rudd segueix els cursos a la Universitat nacional australiana (Australian National University (ANU)), a Canberra, on obté amb felicitacions el seu diploma de Batxillerat en arts en llengua xinesa el 1981. Això li permet parlar el Mandarí amb facilitat. Durant els seus estudis, Rudd viu al "Burgmann College" i treballa en el manteniment amb un periodista politic per guanyar-se la vida.

### Primers anys
El 1981, Rudd va entrar al Ministeri d'afers exteriors on va treballar fins a 1988. La seva dona, Thérèse Rein, i ell van passar la majoria dels anys 1980 a l'estranger, a les ambaixades australianes d'Estocolm a Suècia després de Pequín a la Xina.
Va tornar a Austràlia el 1988 i va ser nomenat cap de Gabinet del líder de l'oposició laborista de Queensland, Wayne Goss. Esdevé llavors cap de gabinet del Primer Ministre de l'Estat quan el partit laborista va guanyar les eleccions de 1989, un lloc que va ocupar fins a 1992, quan Goss el va nomenar Secretari General del Govern. En aquest lloc, era el més alt funcionari de l'Estat.
Va poder així pilotar moltes reformes sobretot aquelles que preveien un desenvolupament de l'ensenyament de les llengües estrangeres a l'escola. Rudd va afavorir una política d'ensenyament de les llengües asiàtiques i de les cultures, programa que va ser unànimement acceptat pel "Council of Australian Governments" el 1992, i més tard va presidir un grup de treball que va publicar les seves conclusions en un informe anomenat "the Rudd Report"
Quan el govern Goss va perdre les eleccions el 1995, Rudd va ser contractat com a consultor a cap per a la Xina per la societat "KPMG Australia". Va intentar en va conquerir el lloc de diputat federal per Griffith a les eleccions de 1996. Es va representar al mateix lloc en les eleccions de 1998 i aquesta vegada el va aconseguir.

### Ministre d'Afers Exteriors del govern a l'ombra (2001-2005)
Després del seu èxit a les eleccions federals, Rudd va progressar ràpidament en el partit laborista i després de les noves eleccions de 2001, va ser nomenat Ministre d'Afers Exteriors del govern a l'ombra. En aquest lloc, va criticar vivament la política del govern de John Howard per a l'ajuda aportada als Estats Units en la invasió de l'Iraq el 2003 i la participació d'Austràlia a l'ocupació del país. Aquest desacord no li va impedir continuar predicant la política d'aliança Austràlia - Estats Units del Partit laborista.
La seva experiència política i el seu paper al Parlament sobre la guerra a l'Iraq en van fer un dels parlamentaris laboristes més coneguts del país. Quan Kim Beazley el líder de l'oposició va entronitzar Simon Crean per succeir-lo el juny de 2003, Rudd no va presentar la seva candidatura contra ell. Quan va haver de dimitir Crean fi novembre, Rudd va ser considerat com un possible candidat al lloc de cap del partit, i va declarar que no era candidat per aquest lloc i votaria per Kim Beazley.
De resultes de l'elecció de Mark Latham, alguns van pensar que Rudd perdria la seva cartera per haver donat suport a Beazley, però no va ser el cas. Les relacions entre Latham i Rudd es van degradar el 2004, sobretot quan Latham es va comprometre a retirar totes les forces australianes de l'Iraq per a Nadal 2004 sense parlar-ne a Rudd. quan Latham va perdre les eleccions federals de 2004, es va parlar de nou de Rudd com a possible líder del partit. Va preferir guardar el seu lloc de Ministre d'Afers Exteriors del govern fantasma i va negar tota intenció de postular el lloc de Latham.
Quan Latham va dimitir de sobte el gener de 2005, Rudd era a Indonèsia i es va negar a dir si seria candidat al lloc de cap del Partit laborista. Una candidatura de la seva part hauria significat que atacava Beazley, el seu aliat en el partit i va voler en principi prendre l'opinió dels seus altres col·legues parlamentaris. A la seva tornada d'Indonèsia, Rudd va consultar els seus col·legues del Parlament i va anunciar que no era candidat contra Kim Beazley i aquest últim va tornar a ser el cap del partit.
El juny de 2005 Rudd va rebre noves responsabilitats i va esdevenir Ministre d'Afers Exteriors i de la Seguretat internacional i Ministre del Comerç en el nou govern fantasma

### Líder de l'Oposició

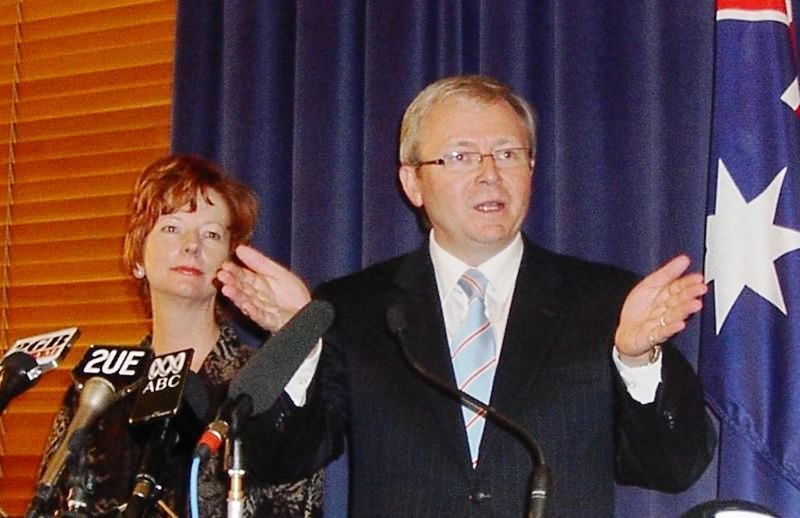
Kevin Rudd (a la dreta) i Julia Gillard (a l'esquerra) a la seva primera conferència de premsa com líders del partit laborista australià el 4 de desembre de 2006

El desembre de 2006, un nou sondeig indicava que Rudd tenia dues vegades més suport que Beazley per ser el cap del partit i va anunciar llavors la seva candidatura contra Beazley. La seva amiga Julia Gillard el va secundar.
Les votacions van tenir lloc el dilluns 4 de desembre de 2006 i Rudd el va guanyar per 49 vots contra 39 per a Beazley.
En el seu primer discurs com a cap del partit, Rudd va declarar que volia instal·lar un nou estil de direcció i més que fer-se l'eco del govern, proposaria solucions alternatives a les proposicions de Howard sobretot en l'àmbit de les relacions sindicals, la guerra a l'Iraq, els canvis climàtics, el federalisme australià, la justícia social, el desenvolupament de la indústria australiana. Rudd va insistir també en la seva llarga experiència en temes d'Estat, sobre la seva experiència al món dels negocia abans de la seva entrada en la vida política.

### Primer Ministre
Guanya les eleccions federals australianes de 2007. El 3 de desembre jura davant el Governador general d'Austràlia Michael Jeffery esdevenint així el vint-i-sisè Primer ministre d'Austràlia i el segon Primer Ministre originari de Queensland. El seu primer acte oficial com a primer ministre, el mateix dia del seu nomenament va ser ratificar el protocol de Kyoto.
El 13 de febrer de 2008, per una promesa de la campanya, pronuncia un discurs solemne, excusant-se amb els aborígens, poble autòcton, pels maltractaments que havien sofert. Aquest discurs és ben rebut per aquest poble.
Dos caps successius del partit liberal - Brendan Nelson i Malcolm Turnbull - no han sabut tallar la popularitat de Rudd, els conservadors han escollit el 2009 Tony Abbott com a nou cap del partit liberal i han progressat una mica contra el partit laborista.
El govern Rudd ha respost a la Crisi econòmica de 2008-2010 amb un programa econòmic de creixement. L'anterior excedent pressupostari s'ha transformat en dèficit, però Austràlia ha evitat la recessió. La mala gestió dels diners injectats pel govern per les teulades ha portat incendis en les cases i a una sèrie d'accidents mortals entre obrers incompetents. El ministre responsable, Peter Garrett ha estat cessat per Rudd, i el projecte abandonat l'abril de 2010, amb reclamacions de compensacions per part dels que han estat afectats.
El març de 2010, Rudd ha anunciat un pla per reorganitzar les finances dels hospitals nacionals L'abril, ha anunciat que el govern retardaria la seva introducció d'una Borsa del carboni fins després de les pròximes eleccions. El cap de l'Oposició Abbott critica Rudd com : all talk, no action (tot paraules, cap acció). El maig, la coalició ha superat els laboristes en el Newspoll survey per primera vegada des de 2006.

### Dimissió
Mentre que el 2009, Kevin Rudd batia rècords de popularitat, el 2010, després de l'elecció del nou cap de l'oposició i la mala gestió dels diners injectats pel govern en la reparació de les teulades, la quota de Rudd ha continuat patint les males tries polítiques laboristes: l'abandó del pla del carboni ha fet perdre el suport dels ecologistes i el projecte polèmic de la taxa sobre els superbeneficis dels grups miners ha exasperat les companyies mineres. L'economia australiana depèn molt de la indústria minera i el projecte de taxa sobre els beneficis miners ha embogit els inversors que han suspès la recerca de nous llocs. Rudd no ha tingut en compte els crítics i a més el govern ha gastat diners públics en un camp publicitari a favor de la seva política fiscal (contràriament a la promesa feta abans de les eleccions). Després d'una sèrie de canvis de política i un important declivi de popularitat de Rudd, els principals líders del partit laborista han començat a considerar reemplaçar-lo per la seva adjunta, molt més popular, Julia Gillard. Rudd era considerat com massa autocràtic per alguns dels seus col·legues i li ha faltat un suport fort en el moviment sindical.
Després de dos anys i set mesos com a cap del govern, Rudd dimiteix el 24 de juny de 2010, just abans d'un vot intern del partit, que tenia perdut per endavant a conseqüència de la seva impopularitat creixent. La vicepresidenta del partit i Vice-Primera ministra, Julia Gillard el reemplaça, sent la primera dona a ocupar el lloc de cap del govern australià.
Torna al govern el 14 de setembre de 2010, com a ministre d'afers exteriors d'Austràlia, en substitució de Stephen Smith, nominat a Defensa, en el Govern Gillard II.